# Psacaliopsis purpusii
Psacaliopsis purpusii là một loài thực vật có hoa trong họ Cúc. Loài này được (Greenm. ex Brandegee) H.Rob. & Brettell miêu tả khoa học đầu tiên năm 1974.